# Otto Nuschke

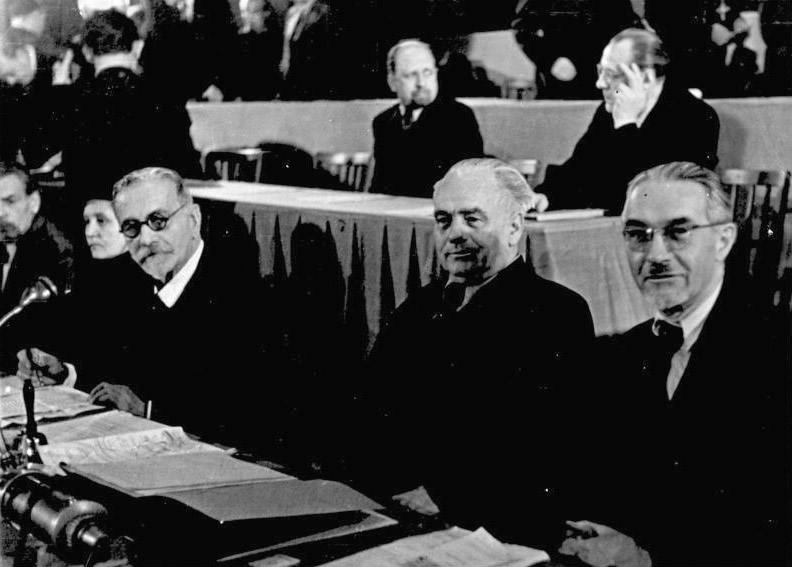
Otto Nuschke (po prawej z przodu) na I Niemieckim Kongresie Ludowym w 1947 r.

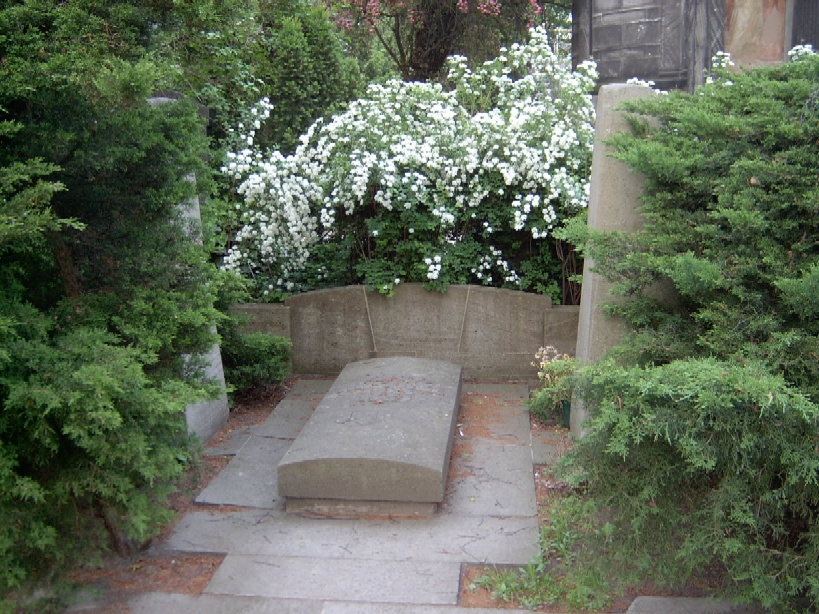
Grób Otto Nuschke w Berlinie

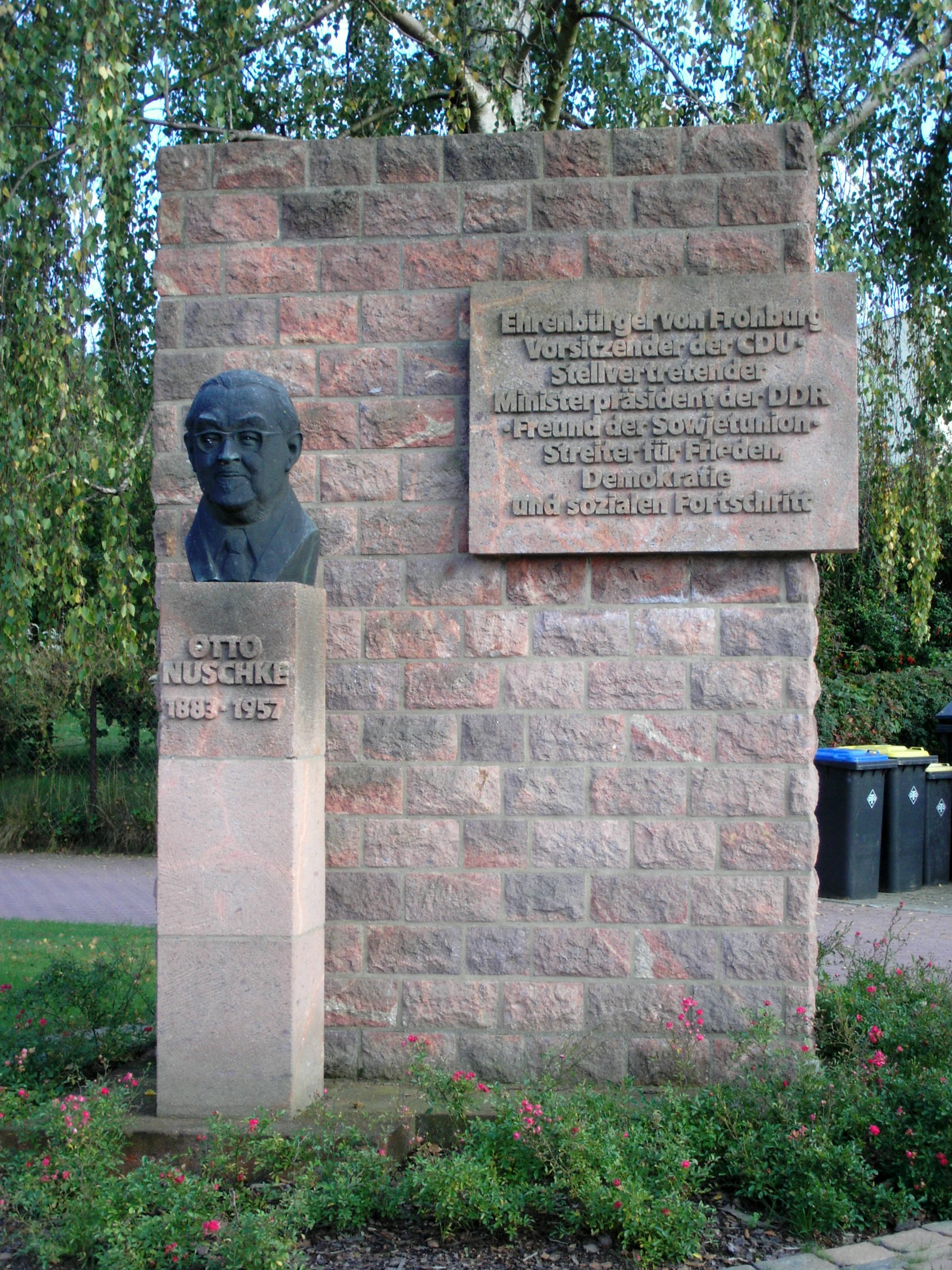
Pomnik Otto Nuschkego we Frohburgu

Otto Gustav Nuschke (ur. 23 lutego 1883 we Frohburgu w Saksonii, zm. 27 grudnia 1957 w Nieder Neuendorf koło Berlina) – niemiecki dziennikarz, działacz społeczny i polityk, przewodniczący Unii Chrześcijańsko-Demokratycznej (1948–1957), wicepremier NRD (1949–1957).

## Życiorys
W młodości uczęszczał do Akademii Sztuk Graficznych w Lipsku. W 1902 został redaktorem „Hessische Landeszeitung” w Marburgu, uczęszczał na zajęcia na miejscowym Uniwersytecie jako wolny słuchacz. W 1910 zatrudniony w „Berliner Tageblatt”, od 1916 pełnił obowiązki redaktora głównego „Berliner Volks-Zeitung”. Wziął udział w I wojnie światowej.
Od wczesnej młodości zaangażowany w politykę po stronie lewicowo-liberalnej. Od 1906 pełnił obowiązki sekretarza generalnego Związku Wolnomyślicieli (Freisinnige Vereinigung) w Kassel, a po jego zjednoczeniu z innymi organizacjami lewicowymi w Ludową Partię Postępu (Fortschrittliche Volkspartei, FVP) również i jej sekretarzem generalnym w Kessel.
W 1918 znalazł się wśród założycieli Niemieckiej Partii Demokratycznej (Deutsche Demokratische Partei, DDP). Należał do założycieli organizacji Reichsbanner Schwarz-Rot-Gold. W 1931 wybrany sekretarzem generalnym powstałej z DDP Niemieckiej Partii Państwowej (Deutsche Staatspartei, DSP). W 1919 wybrany posłem do Zgromadzenia Narodowego w Weimarze. Od 1921 do 1933 sprawował mandat posła do pruskiego Landtagu.
Działał Związku na rzecz Międzynarodowego Porozumienia, Niemieckim Związku na rzecz Reformy Rolnej oraz Niemieckim Towarzystwie Pokoju. W 1944 przewidziany przez zamachowców z 20 lipca na szefa radia.
Po 1945 współzakładał CDU w Niemczech Wschodnich. Na III zjeździe CDU we wrześniu 1948 wybrany przewodniczącym ugrupowania. W 1946 wszedł w skład Landtagów Brandenburgii i Saksonii-Anhalt. W marcu 1948 wraz z Wilhelmem Pieckem (SED) i Wilhelmem Külzem (LDPD) objął przewodnictwo nad Niemiecką Radą Ludową, która miała opracować nową konstytucję. W 1949 wybrany do Izby Ludowej, mandat piastował do śmierci. W tym samym roku mianowany wicepremierem NRD (do śmierci).
Sygnatariusz apelu sztokholmskiego w 1950 roku.
Podczas powstania ludowego w NRD 17 czerwca 1953 aresztowany przez demonstrantów i przekazany policji zachodnioniemieckiej, jednak po przesłuchaniu zwolniony.
W 1955 uzyskał doktorat honoris causa na Uniwersytecie Karola Marksa w Lipsku. Po śmierci jego imieniem nazwano ulicę Myśliwską w Berlinie (od 1991 ponownie: Jägerstraße). Otoczony kultem państwowym i partyjnym był patronem licznych instytucji NRD, m.in. Domu Ottona Nuschkego w Berlinie (siedziby CDU).

## Wybrane publikacje
- Mensch, Politiker, Journalist, Union-Verlag, Berlin 1953.
- Nicht nebeneinander – Miteinander! (wraz z Heinrichem Grüberem), Verlag Deutscher Friedensrat, Berlin 1955.
- Reden und Aufsätze. 1919–1950, Union-Verlag, Berlin 1957.
- Mahnung und Beispiel. Reden und Aufsätze aus den Jahren 1951–1957, Union-Verlag, Berlin 1958 (pośmiertnie)
- Ein Leben für die Interessen des Volkes, Union-Verlag, Berlin 1983 (pośmiertnie).